# Iowaterritoriet
Iowaterritoriet (engelska: Iowa Territory) var ett amerikanskt federalt territorium som existerade under perioden 4 juli 1838-28 december 1846. Därefter omvandlades de södra delarna till den amerikanska delstaten Iowa, medan de norra förblev ett oorganiserat territorium till de införlivades med Minnesotaterritoriet 1849.

### Fotnoter
1. ↑  ”Iowa” (på engelska). World Statesmen. http://www.worldstatesmen.org/US_states_F-K.html#Iowa. Läst 20 juli 2015.